# Albany (Vermont)
Albany is een plaats (town) in de Amerikaanse staat Vermont, en valt bestuurlijk gezien onder Orleans County. Een village met dezelfde naam maakt deel uit van de town.

## Demografie
Bij de volkstelling in 2000 werd het aantal inwoners vastgesteld op 840.

## Geografie
Volgens het United States Census Bureau beslaat de plaats een oppervlakte van
100,3 km², waarvan 99,7 km² land en 0,5 km² water. Albany ligt op ongeveer 385 m boven zeeniveau.

## Plaatsen in de nabije omgeving
De onderstaande figuur toont nabijgelegen plaatsen in een straal van 28 km rond Albany.